# ホーム・コンサート (ディルク・ハルス)
『ホーム・コンサート』（露: Домашний концерт、英: Home Concert）、または『音楽家たち』（おんがくかたち、英: Musicians）は、オランダ黄金時代の画家で、フランス・ハルスの弟ディルク・ハルスが1623年に板上に油彩で制作した風俗画である。画面下部の足温器 (熱い石炭を入れたポットの入った木箱) の上に「D Hals 1623」という画家の署名と制作年が記されている。1910年にP・P・セメノフ＝ティヤン＝シャンスキー (P.P. Semenov-Tyan-Shansky) のコレクションから取得されて以来、サンクトペテルブルクのエルミタージュ美術館に所蔵されている。

## 作品
1620年代から1630年代にかけて、アムステルダムやハールレムの多くの画家たちが室内に集う優雅な人々を表す場面を描いた。オランダ絵画において、音楽を楽しむ場面を描くという主題はウィレム・バイテウェッヘが最初に取り組み、「団欒風俗」の主題を得意としたディルク・ハルスにかなりの影響を与えた。
本作の画面では、膝の上に歌の本を置いた女性と、ヴァイオリン、リュート、ヴィオラ・ダ・ガンバ奏者の3人の男性からなる即興のカルテットが演奏を楽しんでいる。演奏しているのは、おそらく当時のはやり歌であろう。優雅にくつろぐ陽気なリュート奏者はバイテウェッヘが得意としたものであるが、足温器の上に片足を置いている。ディルク・ハルスは人物の肖像画的な特徴や表情の変化に十分留意しながら描いており、それは著名な肖像画家であった兄フランス・ハルスの影響かもしれない。
画中の様々なものには、隠された教訓的な意味が込められている。床のバラとテーブルの上にあるワイングラス、香炉、鍍金したグラス、宝石はすべて、『旧約聖書』の「伝道の書 (コヘレトの言葉)」の冒頭に記された「空の空」を象徴し、現世の快楽のはかなさを示唆している。また、人々の背後の壁には地図が掛かっているが、これは世界を寓意するものである。地図の両側には円形の風景画が２点ある。
なお、本作に見られる、ほとんど特徴のない場面設定、礼儀正しい身振り、明るく、やや鮮明な彩色は、17世紀最初の四半世紀のオランダ風俗画に典型的である。